# Andornaktálya
Andornaktálya is een plaats (község) en gemeente in het Hongaarse comitaat Heves. Andornaktálya telt 2685 inwoners (2001).